# Огірочник
Огірочник, бурачник, бурячник (Borago) — рід одно- і багаторічних трав'янистих рослин родини шорстколистих.
Містить 5 видів. 4 з них поширені лише в південно-західному Середземномор'ї, а один — огірочник лікарський — виходить далеко за його межі.
Види:
- підрід Borago:
  - Borago longifolia Poir.;
  - Borago officinalis L. (огірочник лікарський);
  - Borago trabutii Maire;
- підрід Buglossites:
  - Borago morisiana Bigazzi & Ricceri;
  - Borago pygmaea Chater & Greuter;